# Jean-François Boulart
Pour les articles homonymes, voir Boulart.
Jean-François Boulart, né le 20 mai 1776 à Reims, mort le 20 octobre 1842 à Besançon (Besançon), est un général français de la Révolution et de l’Empire, mémorialiste des XVIIIe et XIXe siècles.

## Biographie
Élève de l'École d'artillerie de Châlons le 1er juin 1793, second lieutenant le 1er juillet suivant au 5e régiment d'artillerie à pied, alors à l'armée du Rhin, il est nommé lieutenant en premier le 15 prairial an II, et se trouve aux lignes de Wissembourg, au blocus de Mayence et au passage du Rhin.
Capitaine en 3e le 1er prairial an IV, il passe à l'armée de Naples en l'an VII, à celle d'Italie en l'an VIII, et sert à la fin de l'an IX à l'armée d'observation du Midi, en qualité de capitaine en second, grade qu'il a obtenu le 1er ventôse de cette dernière année. Dans l'intervalle, il a figuré aux différentes affaires dans les Abruzzes, défendu le fort de L'Aquila contre les insurgés, et s'était distingué à la prise de Modène, aux batailles de la Trebia et de Novi, ainsi qu'à l'assaut du pont du Var. Capitaine-commandant le 18 messidor an XI, il entre le 20 fructidor dans le 5e d'artillerie à cheval.
Chevalier de la Légion d'honneur le 25 prairial an XII, chef de bataillon le 10 juillet 1806, et employé aux états-majors de son arme, chef d'escadron le 26 septembre au 3e d'artillerie à cheval, il combat avec honneur à la journée d'Iéna. Incorporé le 28 mars 1807 dans l'artillerie à cheval de la garde, et décoré le 14 mai de la croix d'officier de la Légion d'honneur, il justifie cette distinction par sa conduite à Friedland et par ses services en Espagne pendant 1808. Il acquit à Essling et à Wagram le grade de major avec rang de colonel, qui lui est conféré le 28 juillet 1809, ainsi que le titre de baron de l'Empire le 15 mars 1810.
Il prend part aux opérations des campagnes de Russie en 1812, de Saxe en 1813 et de France en 1814, et devient commandant de la Légion d'honneur et général de brigade les 14 septembre et 6 novembre 1813.
Louis XVIII le fait chevalier de Saint-Louis le 8 juillet 1814. Placé dans l'état-major de l'artillerie le 20 juillet du même mois, il obtient le commandement de l'École d'artillerie de Strasbourg le 10 février 1816, et une ordonnance du 7 novembre 1826, le place parmi les membres du jury d'examen de l'École d'application de l'artillerie. Le 13 avril 1830, Charles X l'investit du commandement de l'École d'artillerie de Besançon.
Il est en disponibilité depuis le 11 août 1835, lorsqu'il meurt à Besançon le 20 octobre 1842.I1842. Il est inhumé au cimetière des Chaprais.

### Vie familiale
Il épouse Jeanne Baptiste Dessirier (1782-1828), dont François Eugène Boulart (1808-1885), 2e baron Boulart, colonel d'artillerie et sous-directeur du service des poudres salpêtres, lui-même père d'Emma Boulart-Gévelot (1845-1927), veuve du riche industriel et député Jules Gévelot, dont elle prend la suite, pendant 23 ans, à la tête de la Société française de munitions (SFM) et durant la période de la Première Guerre mondiale.
Le général Boulart est également le père d'Émilie-Jenny Boulart (1816-1891). Devenue la baronne Dellard après son mariage avec le fils du général Dellard, elle est surtout connue pour avoir été assassinée par Louis Anastay lors du « crime du boulevard du Temple ».
Le général Jean-François Boulart est, par son épouse, le grand-oncle du général Jean Edmond Dessirier, gouverneur militaire de Paris.

## État de service
- Élève de l'École d'artillerie de Châlons (1er juin 1793) ;
- Lieutenant en second au 5e régiment d'artillerie à pied (1er juillet 1793) ;
- Lieutenant en 1er (15 prairial an II) ;
- Capitaine en 3e (1er prairial an IV) ;
- Capitaine en second (1er ventôse an IX) ;
- Capitaine-commandant (18 messidor an XI) ;
- Chef de bataillon (10 juillet 1806) ;
- Chef d'escadron (26 septembre 1806) ;
- Major (28 juillet 1809) ;
- Colonel (29 mars 1813) ;
- Général de brigade (6 novembre 1813) ;
- Mis en non-activité (1er octobre 1814) ;
- Commandant de l'École d'artillerie de Strasbourg (10 février 1815 - 25 mars 1815) ;
- Commandant de l'artillerie du 5e corps d'observation du Rhin (25 mars 1815 - 24 septembre 1815) ;
- Mis en disponibilité (24 septembre 1815 - 10 février 1816) ;
- Commandant de l'École d'artillerie de Strasbourg (10 février 1816 - 13 avril 1830) ;
- Membre du jury d'examen de l'École d'application de l'artillerie (ordonnance du 7 novembre 1826) ;
- Commandant de l'École d'artillerie de Besançon (13 avril 1830 - 11 août 1835) ;
- Mis en disponibilité (11 août 1835).

## Campagnes
- Armée du Rhin (1793) :
  - Bataille de Wissembourg (décembre 1793), blocus de Mayence et passage du Rhin ;
- Armée de Naples (an VII) ;
- Armée d'Italie (an VIII) ;
- Corps d'observation du Midi (fin de l'an IX) ;
- 2e Campagne d'Italie (1799-1800) :
  - Abruzzes, défense du fort de L'Aquila, prise de Modène, bataille de la Trebbia (1799), bataille de Novi, assaut du pont du Var ;
- Campagne de Prusse (1806) :
  - Bataille d'Iéna ;
- Campagne de Pologne (1807) :
  - Bataille de Friedland ;
- Campagne d'Espagne (1808) ;
- Campagne d'Allemagne et d'Autriche (1809) :
  - Bataille d'Essling, bataille de Wagram ;
- Campagne de Russie (1812) ;
- Campagne de Saxe (1813) ;
- Campagne de France (1814).

## Faits d'armes
- Bataille d'Iéna ;
- Bataille de Friedland.

## Décorations
- Légion d'honneur :
  - chevalier de la Légion d'honneur (25 prairial an XII)
  - officier de la Légion d'honneur (14 mai 1807)
  - Commandant de la Légion d'honneur (14 septembre|1813)
  - Grand officier de la Légion d'honneur (24 septembre 1828) ;
- Ordre royal et militaire de Saint-Louis :
  - Chevalier de Saint-Louis Ordre royal et militaire de Saint-Louis (8 juillet 1814).

## Titres
- Baron de l'Empire (décret du 15 mars 1810, lettres patentes du 23 mai 1810) ;
- Confirmé dans son titre de baron le 3 août 1816.

## Hommage, Honneurs, Mentions...
- Le nom de BOULARD[1] est gravé au côté Ouest (39e colonne) de l’arc de triomphe de l’Étoile, à Paris.

## Pensions, rentes, etc.
- Donataire de l'Empire.

## Armoiries
| Figure | Blasonnement |
|        | Armes du baron Boulart et de l'Empire (décret du 15 mars 1810, lettres patentes du 23 mai 1810 (Lille)) Coupé, au premier parti à dextre d'azur, au tube de canon en pal d'or, à sénestre des barons tirés de l'armée ; au deuxième d'or au chevron d'azur accompagné en cœur (alias en pointe) d'une étoile du même., Livrées : les couleurs de l'écu. |

## Publications
- Mémoires (1792-1815) du général d'artillerie baron Boulart, Par Jean-François Boulart, édition critique par Jacques Jourquin, éditions Tallandier, 1992,  (ISBN 2-235-02091-7),  (ISBN 978-2-235-02091-6), 378 pages ;